# Blood Moon: Year of the Wolf
Blood Moon: Year of the Wolf ist ein Kompilationsalbum des US-amerikanischen Rappers The Game. Es wurde am 14. Oktober 2014 zur Gründung seines neuen Labels Blood Money Entertainment veröffentlicht und erschien zudem über die Labels eOne Music und Ca$h Machine Records als Standard- sowie Limited-Edition.

## Produktion
Bei dem Album fungierten The Game selbst sowie Stat Quo und Cash Jones als ausführende Produzenten. The Mekanics steuerten drei Beats zum Album bei. Die weiteren Lieder wurden von einer Vielzahl von Musikproduzenten produziert, darunter DJ Mustard, Boi-1da, Cozmo, Duke Dinero, Isabella Summers, Jereme Jay, Jordan Mosley, Matthew Burnett, Nottz, Ocean & Nova, Rey Reel, Antwan Thompson, League of Starz und Sap.

## Covergestaltung
Das Albumcover zeigt ein Mädchen, das ein rotes Kleid trägt und auf einen weißen Wolf zeigt, der vor ihr sitzt und auf der Wange das gleiche Tattoo wie The Game (ein roter Stern mit den schwarzen Buchstaben LA) trägt. Im oberen Teil des Bildes befinden sich das rote Logo von The Game sowie die schwarzen Schriftzüge Blood Moon und Year of the Wolf. Der Hintergrund ist komplett in Weiß gehalten.

## Gastbeiträge
Auf 13 bzw. 16 Liedern des Albums treten neben The Game andere Künstler in Erscheinung. So ist der Rapper Dubb vier Mal vertreten und auch der Sänger Eric Bellinger sowie der Rapper Tyga haben mehrere Gastauftritte. Weitere Gäste sind Yo Gotti, 2 Chainz, Soulja Boy, T.I., Lil Wayne, Chris Brown, Ty Dolla Sign, French Montana, Too Short, Freddie Gibbs, Young Jeezy, Kevin Gates, Bobby Shmurda, Problem, AV, Sam Hook, King Marie, Stacy Barthe, Jake, Papa, Pharaoh Prophet und Skeme. Auf der Limited-Edition sind zudem Stat Quo und Sap zu hören.
An den Stücken Trouble on My Mind, Take That, Food for My Stomach und Mad Flows ist The Game selbst nicht beteiligt.
Auf der deutschen Version des Albums ist beim Song Or Nah statt des Rappers AV der deutsche Rapper Kollegah vertreten.

## Titelliste
| #  | Titel               | Gastmusiker                                         | Produzent            | Länge |
| -- | ------------------- | --------------------------------------------------- | -------------------- | ----- |
| 1  | Bigger Than Me      |                                                     | Jordan Mosley        | 5:30  |
| 2  | F.U.N.              |                                                     | Matthew Burnett      | 3:05  |
| 3  | Really              | Yo Gotti, 2 Chainz, Soulja Boy, T.I.                | The Mekanics         | 5:27  |
| 4  | Fuck Yo Feelings    | Lil Wayne, Chris Brown                              | Ocean & Nova         | 3:36  |
| 5  | On One              | Ty Dolla Sign, King Marie                           | Isabella Summers     | 3:14  |
| 6  | Married to the Game | French Montana, Sam Hook, Dubb                      | Boi-1da              | 4:40  |
| 7  | The Purge           | Stacy Barthe                                        | Cozmo                | 5:14  |
| 8  | Trouble on My Mind  | Dubb, Jake, Papa                                    | Cash Jones, Stat Quo | 2:58  |
| 9  | Cellphone           | Dubb                                                | The Mekanics         | 3:59  |
| 10 | Best Head Ever      | Tyga, Eric Bellinger                                | League of Starz      | 3:39  |
| 11 | Or Nah              | Too Short, Problem, AV/Kollegah (*), Eric Bellinger | DJ Mustard           | 4:14  |
| 12 | Take That           | Tyga, Pharaoh Prophet                               | Jereme Jay           | 3:04  |
| 13 | Food for My Stomach | Dubb, Skeme                                         | Duke Dinero          | 4:16  |
| 14 | Hit Em Hard         | Bobby Shmurda, Freddie Gibbs                        | Antwan Thompson      | 4:41  |
| 15 | Black on Black      | Young Jeezy, Kevin Gates                            | The Mekanics         | 5:11  |

(*) Auf der deutschen Version des Albums ist auf der Standard-Edition Kollegah statt AV vertreten.
Bonussongs der Limited-Edition:
| # | Titel           | Gastmusiker                                  | Produzent  | Länge |
| - | --------------- | -------------------------------------------- | ---------- | ----- |
| 1 | Mad Flows       | Skeme                                        | Rey Reel   | 3:31  |
| 2 | Bloody Moon     |                                              | Nottz      | 3:10  |
| 3 | I Just Wanna Be | Stat Quo, Sap                                | Sap        | 4:25  |
| 4 | Or Nah          | Kollegah, Too Short, Problem, Eric Bellinger | DJ Mustard | 4:14  |

## Chartplatzierungen und Singles
Blood Moon: Year of the Wolf stieg am 14. November 2014 auf Platz 47 in die deutschen Albumcharts ein und verließ die Top 100 in der folgenden Woche wieder. In den Vereinigten Staaten erreichte das Album Rang 7 und konnte sich fünf Wochen in den Top 200 halten.
Als Singles wurden die Lieder Bigger Than Me und Or Nah veröffentlicht.

## Rezeption
| Professionelle Bewertungen | Professionelle Bewertungen |
| -------------------------- | -------------------------- |
| Kritiken                   |                            |
| Quelle                     | Bewertung                  |
| laut.de                    | [ 4 ]                      |
| allmusic                   | [ 5 ]                      |

David Maurer von laut.de bewertete das Album mit drei von möglichen fünf Punkten. Es sei „trotz einiger schwächerer Stücke, teils etwas übertriebenem Autotune-Einsatz und überstrapazierten Hooks der R’n’B-Barden Chris Brown, Eric Bellinger und Co.“ insgesamt ein guter Sampler. Vor allem die Lieder The Purge und Bigger Than Me sowie The Games Vielseitigkeit werden gelobt, wogegen Kollegahs Gastbeitrag als „uninspiriert und unpassend“ bezeichnet wird.